# Râul Valea Boului, Buzău
Râul Valea Boului (numit și Valea Mare sau Valea Bătrâna) este un curs de apă, afluent al râului Buzău. 